# Ephesia ella
Ephesia ella är en fjärilsart som beskrevs av Butler 1877. Ephesia ella ingår i släktet Ephesia och familjen nattflyn. Inga underarter finns listade i Catalogue of Life.